# Iván Fresneda
Iván Fresneda Corraliza (Madrid, 28 september 2004) is een Spaans voetballer die doorgaans speelt als rechtsback. In augustus 2023 verruilde hij Real Valladolid voor Sporting CP.

## Clubcarrière
Fresneda speelde in de jeugd van Quijorna en EFMO Boadilla, alvorens hij in 2014 opgenomen werd in de jeugdopleiding van Real Madrid. Vier jaar later vertrok hij bij die club en na twee seizoenen bij Leganés tekende hij voor Real Valladolid. Zijn debuut in het eerste elftal maakte de verdediger op 5 januari 2022, toen in de Copa del Rey gespeeld werd tegen Real Betis. Door doelpunten van William Carvalho, Nabil Fekir en Borja Iglesias werd met 0–3 verloren. Fresneda mocht van coach José Rojo Martín in de basisopstelling beginnen en elf minuten voor tijd werd hij gewisseld ten faveure van Nacho Martínez. Drie dagen later speelde hij ook mee in de competitie.
Real Valladolid werd dat seizoen tweede, waardoor promotie naar de Primera División behaald werd. In de zomer daarop verlengde hij zijn verbintenis tot medio 2025. Op het hoogste niveau speelde hij tweeëntwintig competitiewedstrijden, maar binnen een jaar daalde de club weer af naar de Segunda División. In de zomer van 2023 maakte Fresneda voor een bedrag van circa negen miljoen euro de overstap naar Sporting CP, waar hij zijn handtekening zette onder een verbintenis voor de duur van vijf seizoenen.

## Clubstatistieken
| Seizoen | Club            | Competitie       | Competitie | Competitie | Beker | Beker | Internationaal | Internationaal | Totaal | Totaal |
| Seizoen | Club            | Competitie       | Wed.       | Dlp.       | Wed.  | Dlp.  | Wed.           | Dlp.           | Wed.   | Dlp.   |
| ------- | --------------- | ---------------- | ---------- | ---------- | ----- | ----- | -------------- | -------------- | ------ | ------ |
| 2021/22 | Real Valladolid | Segunda División | 1          | 0          | 1     | 0     | —              | —              | 2      | 0      |
| 2022/23 | Real Valladolid | Primera División | 22         | 0          | 2     | 0     | —              | —              | 24     | 0      |
| 2023/24 | Sporting CP     | Primeira Liga    | 5          | 0          | 1     | 0     | 4              | 0              | 10     | 0      |
| 2024/25 | Sporting CP     | Primeira Liga    | 14         | 3          | 8     | 0     | 3              | 0              | 25     | 3      |
| Totaal  | Totaal          | Totaal           | 42         | 3          | 12    | 0     | 7              | 0              | 61     | 3      |

Bijgewerkt op 19 maart 2025.